# Ianuarius
Ianuarius, łac. – miesiąc styczeń. Poświęcony Janusowi. W czasach Numy Pompiliusza liczył 28 dni, w kalendarzu juliańskim liczbę dni zmieniono na 31.
| Dni w miesiącu |                               |                                                       |
| Dzień          | Nazwa                         | Nazwa dłuższa                                         |
| 1              | Kalendae (Kalendy)            | Kalendis Ianuariis                                    |
| 2              | IV a.d. Nones                 | ante diem IV (quartum) Nonas Ianuarias                |
| 3              | III a.d. Nones                | ante diem III (tertium) Nonas Ianuarias               |
| 4              | Pridie Nones                  | pridie Nonas Ianuarias                                |
| 5              | Nonae (Nony)                  | Nonis Ianuariis                                       |
| 6              | VIII a.d. Ides                | ante diem VIII (octavum) Idus Ianuarias               |
| 7              | VII a.d. Ides                 | ante diem VII (septimum) Idus Ianuarias               |
| 8              | VI a.d. Ides                  | ante diem VI (sextum) Idus Ianuarias                  |
| 9              | V a.d. Ides                   | ante diem V (quintum) Idus Ianuarias                  |
| 10             | IV a.d. Ides                  | ante diem IV (quartum) Idus Ianuarias                 |
| 11             | III a.d. Ides                 | ante diem III (tertium) Idus Ianuarias                |
| 12             | Pridie Ides                   | pridie Idus Ianuarias                                 |
| 13             | Idus (Idy)                    | Idibus Ianuariis                                      |
| 14             | XIX a.d. Februarius Kalends   | ante diem XIX (undevicesimum) Kalendas Februarias     |
| 15             | XVIII a.d. Februarius Kalends | ante diem XVIII (duodevicesimum) Kalendas Februarias  |
| 16             | XVII a.d. Februarius Kalends  | ante diem XVII (septimum decimum) Kalendas Februarias |
| 17             | XVI a.d. Februarius Kalends   | ante diem XVI (sextum decimum) Kalendas Februarias    |
| 18             | XV a.d. Februarius Kalends    | ante diem XV (quintum decimum) Kalendas Februarias    |
| 19             | XIV a.d. Februarius Kalends   | ante diem XIV (quartum decimum) Kalendas Februarias   |
| 20             | XIII a.d. Februarius Kalends  | ante diem XIII (tertium decimum) Kalendas Februarias  |
| 21             | XII a.d. Februarius Kalends   | ante diem XII (duodecimum) Kalendas Februarias        |
| 22             | XI a.d. Februarius Kalends    | ante diem XI (undecimum) Kalendas Februarias          |
| 23             | X a.d. Februarius Kalends     | ante diem X (decimum) Kalendas Februarias             |
| 24             | IX a.d. Februarius Kalends    | ante diem IX (nonum) Kalendas Februarias              |
| 25             | VIII a.d. Februarius Kalends  | ante diem VIII (octavum) Kalendas Februarias          |
| 26             | VII a.d. Februarius Kalends   | ante diem VII (septimum) Kalendas Februarias          |
| 27             | VI a.d. Februarius Kalends    | ante diem VI (sextum) Kalendas Februarias             |
| 28             | V a.d. Februarius Kalends     | ante diem V (quintum) Kalendas Februarias             |
| 29             | IV a.d. Februarius Kalends    | ante diem IV (quartum) Kalendas Februarias            |
| 30             | III a.d. Februarius Kalends   | ante diem III (tertium) Kalendas Februarias           |
| 31             | Pridie Februarius Kalends     | pridie Kalendas Februarias                            |